# Territorio Noroccidental
El Territorio Noroccidental (en inglés: North-Western Territory) fue una región de la Norteamérica británica hasta 1870, que recibió esta denominación por su situación en relación con la Tierra de Rupert. El territorio en el momento de su mayor extensión cubría lo que actualmente son las provincias canadienses de Yukón, parte continental de los Territorios del Noroeste, parte continental noroeste de Nunavut, noroeste de Saskatchewan, norte de Alberta y el norte de la Columbia Británica.

## Historia
No está claro cuándo exactamente Gran Bretaña declaró su soberanía sobre el territorio; sin embargo, después de que Francia aceptase la soberanía británica sobre la costa de la bahía de Hudson por el Tratado de Utrecht (1713), Gran Bretaña era la única potencia europea con acceso práctico a aquella parte del continente. La Compañía de la Bahía de Hudson, a pesar de la carta real que le adjudicaba sólo la Tierra de Rupert, hacía tiempo que utilizaba la región como parte de su área comercial antes de que le fuera asignado el gobierno del Territorio Noroccidental de forma explícita a la compañía en 1859. Los británicos no hicieron prácticamente ningún esfuerzo por afirmar su soberanía sobre los pueblos aborígenes del área. De acuerdo con la proclamación real de 1763, el establecimiento en gran escala por población no aborigen fue prohibido hasta que las tierras fueran entregadas por un tratado.
En 1862 durante la fiebre del oro de la meseta Cariboo, parte del Territorio Noroccidental se convirtió en el Territorio de Stikine para permitir un gobierno más fácil de la costa oeste. Al año siguiente, parte del área devuelta al Territorio Noroccidental cuando se ajustaron las fronteras y la Columbia Británica fue ampliada al norte. En 1868, poco después de la Confederación Canadiense, la Compañía de la Bahía de Hudson consintió en ceder sus enormes territorios al nuevo dominio. Sin embargo, no fue hasta el 15 de julio de 1870, cuando se formalizó la transferencia a Canadá. En esa fecha el Territorio Noroccidental se convirtió en parte de los recién creados Territorios del Noroeste. En 1880, los Territorios Árticos británicos fueron reclamados por Canadá y posteriormente formaron los Territorios del Noroeste y Nunavut.